# 박설구
박설구(Diamond Dove, Geopelia cuneata)는 비둘기과에 속하는 조류의 일종이다. 호주의 텃새이며 주로 중부, 서부, 북부의 건조하거나 반건조한 관목지대의 물가 근처에서 발견된다. 도시 근교에서도 비교적 잘 적응해 관찰이 가능하다. 평화비둘기와 함께 호주에서 가장 작은 비둘기이다.

## 유래
박설구의 날개에 있는 하얀 점 무늬가 다이아몬드처럼 생겼다고 하여 다이아몬드 비둘기라고도 불린다. 영국의 조류학자 존 라담이 1801년도 처음 기록하였다.

## 특징

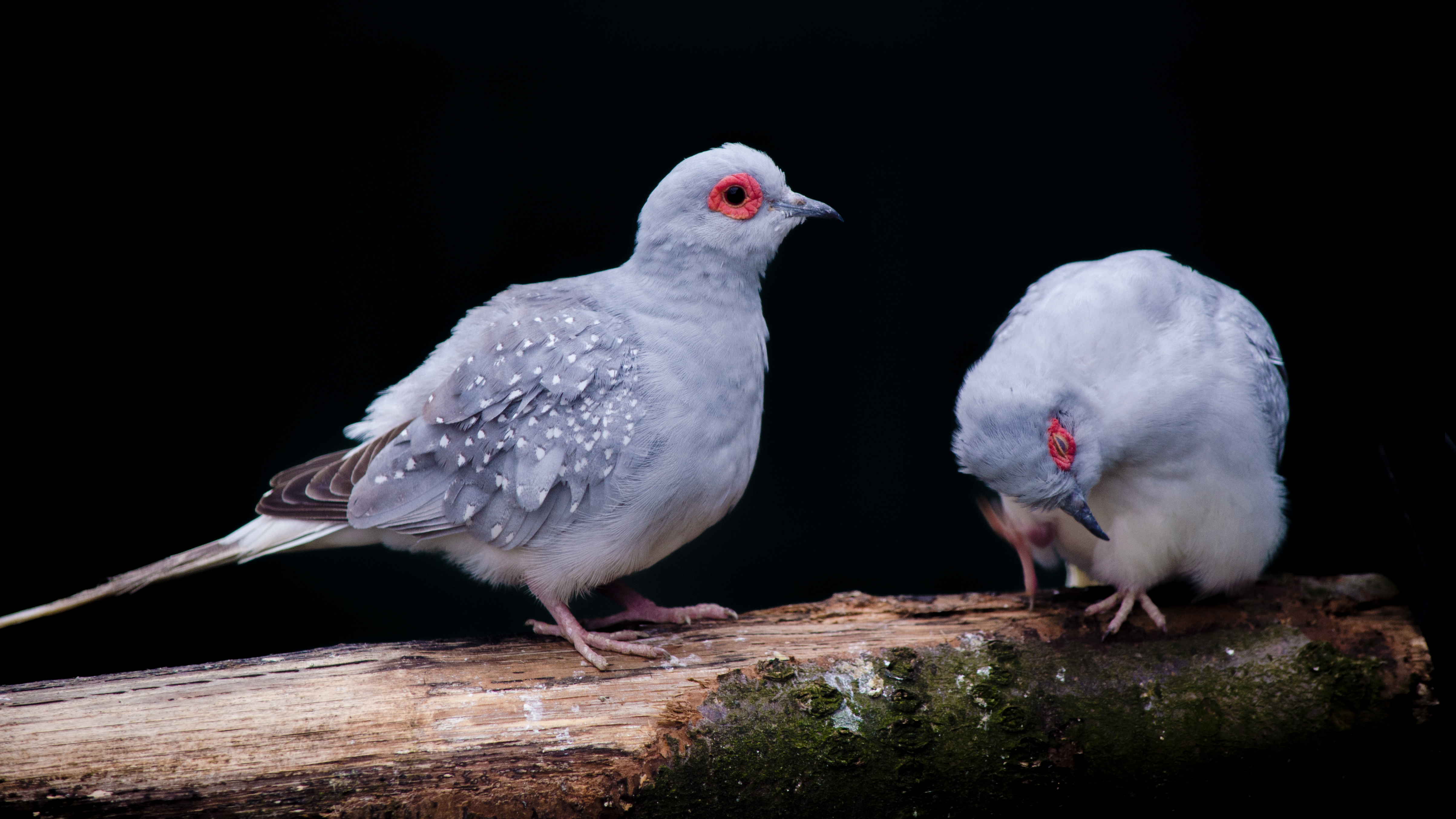

몸 색깔은 회색이고 날개에 흰색의 얼룩이 있다. 몸길이 19∼21cm, 몸무게는 23∼27g이다. 눈은 붉은 고리에 의해 둘러싸여 있는데, 수컷은 고리 두께가 2∼3mm이고 암컷은 1mm이다. 날개의 깃털은 수컷이 은회색이고 암컷은 회갈색이다. 성체 박설구의 부리는 짙은 회색이지만 성체가 아닌 박설구의 부리는 옅은 회색이다. 발은 분홍색이며, 가슴은 옅은 회색빛을 띤다.
박설구는 작은 체구에도 불구하고 체온 유지, 수분 보존, 호흡 조절 등의 생리적 특성과 행동을 통해 건조한 환경에 잘 적응할 수 있다.